# Лажни профил
Лажни профил (шп. Perfil falso) колумбијска је телевизијска серија коју је створио Пабло Иљанес за Netflix. Главне улоге тумаче Каролина Миранда и Родолфо Салас. Прва сезона је приказана 31. маја 2023. године, а друга 8. јануара 2025.

## Радња
Камила путем апликације за упознавање нађе свог принца на белом коњу. Након идиличне романсе планира да га изненади, али уместо тога нађе се заробљена у рају.

## Улоге
| Глумац              | Улога            |
| ------------------- | ---------------- |
| Каролина Миранда    | Камила Роман     |
| Родолфо Салас       | Мигел Естевез    |
| Мануела Гонзалес    | Анхела Ферер     |
| Виктор Маларино     | Педро Ферер      |
| Маурисио Енао       | Адријан Ферер    |
| Линколн Паломеке    | Давид            |
| Фелипе Лондоњо      | Кристобал Балбоа |
| Хулијана Галвис     | Тина             |
| Никол Сантамарија   | Миленка          |
| Иван Амозурутија    | Винсенте         |
| Хулијан Серати      | Инти             |
| Хуан Пабло Посада   | Луиђи            |
| Марија Луиса Флорес | Софија           |
| Марија Паула Велоза | Ева Естевез      |
| Хуансе Дијез        | Лукас Естевез    |
| Карменза Гомез      | Ортенсија        |
| Фернандо Веласкез   | Луис Манрике     |

## Епизоде
| Сезона | Сезона | Епизоде | Епизоде | Оригинална објава | Оригинална објава |
| ------ | ------ | ------- | ------- | ----------------- | ----------------- |
|        | 1.     | 10      | 10      | 31. мај 2023.     | 31. мај 2023.     |
|        | 2.     | 10      | 10      | 8. јануар 2025.   | 8. јануар 2025.   |

### 1. сезона (2023)
| Бр. еп. | Наслов                | Премијера     |
| ------- | --------------------- | ------------- |
| 1       | Лицем у лице          | 31. мај 2023. |
| 2       | Паника у рају         | 31. мај 2023. |
| 3       | Чак и ако буде болело | 31. мај 2023. |
| 4       | Без даха              | 31. мај 2023. |
| 5       | Опасне слике          | 31. мај 2023. |
| 6       | Тајна Црвеног Баршуна | 31. мај 2023. |
| 7       | У устима вука         | 31. мај 2023. |
| 8       | Искушење у тами       | 31. мај 2023. |
| 9       | Ноћ крвника           | 31. мај 2023. |
| 10      | Не говори ништа       | 31. мај 2023. |

### 2. сезона (2025)
| Бр. еп. (укупно) | Бр. еп. (у сезони) | Наслов                          | Премијера       |
| ---------------- | ------------------ | ------------------------------- | --------------- |
| 11               | 1                  | Забрањени сан                   | 8. јануар 2025. |
| 12               | 2                  | Губитак контроле                | 8. јануар 2025. |
| 13               | 3                  | Анатомија једне опсесије        | 8. јануар 2025. |
| 14               | 4                  | Човек који никада није постојао | 8. јануар 2025. |
| 15               | 5                  | Руб ужитка                      | 8. јануар 2025. |
| 16               | 6                  | Девојка која је превише знала   | 8. јануар 2025. |
| 17               | 7                  | Он/она зна да си сам            | 8. јануар 2025. |
| 18               | 8                  | Оно што је очима невидљиво      | 8. јануар 2025. |
| 19               | 9                  | Смрт на терену за голф          | 8. јануар 2025. |
| 20               | 10                 | Крв и нада                      | 8. јануар 2025. |